# 공허의 상자와 제로의 마리아
공허의 상자와 제로의 마리아(일본어: 空ろの箱と零のマリア 우츠로노 하코토 제로노 마리아[*])는 미카게 에이지 글/테츠오 삽화의 일본의 라이트 노벨이다. 2009년 1월 전격 문고 (아스키 미디어 웍스)를 통해 첫 발행되었다.

## 단행본 목록
전부 전격 문고를 통해 발행됨
| 제목 | 제목                          | 초판발행일      | ISBN                   |
| ---- | ----------------------------- | --------------- | ---------------------- |
| 1    | 공허의 상자와 제로의 마리아 1 | 2009년 1월 10일 | ISBN 978-4-04-867461-4 |
| 2    | 공허의 상자와 제로의 마리아 2 | 2009년 9월 10일 | ISBN 978-404-868012-7  |
| 3    | 공허의 상자와 제로의 마리아 3 | 2010년 1월 10일 | ISBN 978-4-04-868275-6 |
| 4    | 공허의 상자와 제로의 마리아 4 | 2010년 6월 10일 | ISBN 978-4-04-868595-5 |
| 5    | 공허의 상자와 제로의 마리아 5 | 2012년 7월 10일 | ISBN 978-4-04-886733-7 |
| 6    | 공허의 상자와 제로의 마리아 6 | 2013년 1월 10일 | ISBN 978-4-04-891251-8 |